# Tokudaiji Sanetaka
Tokudaiji Sanetaka (徳大寺実孝, [[[1293]] - 1322] Erro: {{japonês}}: texto da transliteração contém caractere não latino (pos 19) (ajuda)), também conhecido como Fujiwara no Sanetaka , foi um nobre do Período Kamakura da história do Japão,  foi líder do Ramo Tokudaiji do Clã Fujiwara. 

## Vida
Sanetaka era filho do Daijō Daijin Kimitaka
Serviu no reinado de três Imperadores: Imperador Go-Nijo, Imperador Hanazono e Imperador Go-Daigo .
Se tornou Chūnagon em 1311
Sanetaka se envolveu na tentativa de restauração do Imperador Go-Daigo (que desembocaria no Incidente Shōchū) mas morre antes dele ser posto em prática  .
| Precedido por Tokudaiji Kimitaka | -- 7º Líder dos Tokudaiji Fujiwara | Sucedido por Tokudaiji Kimikiyo |